# Gullmarsbergs naturreservat

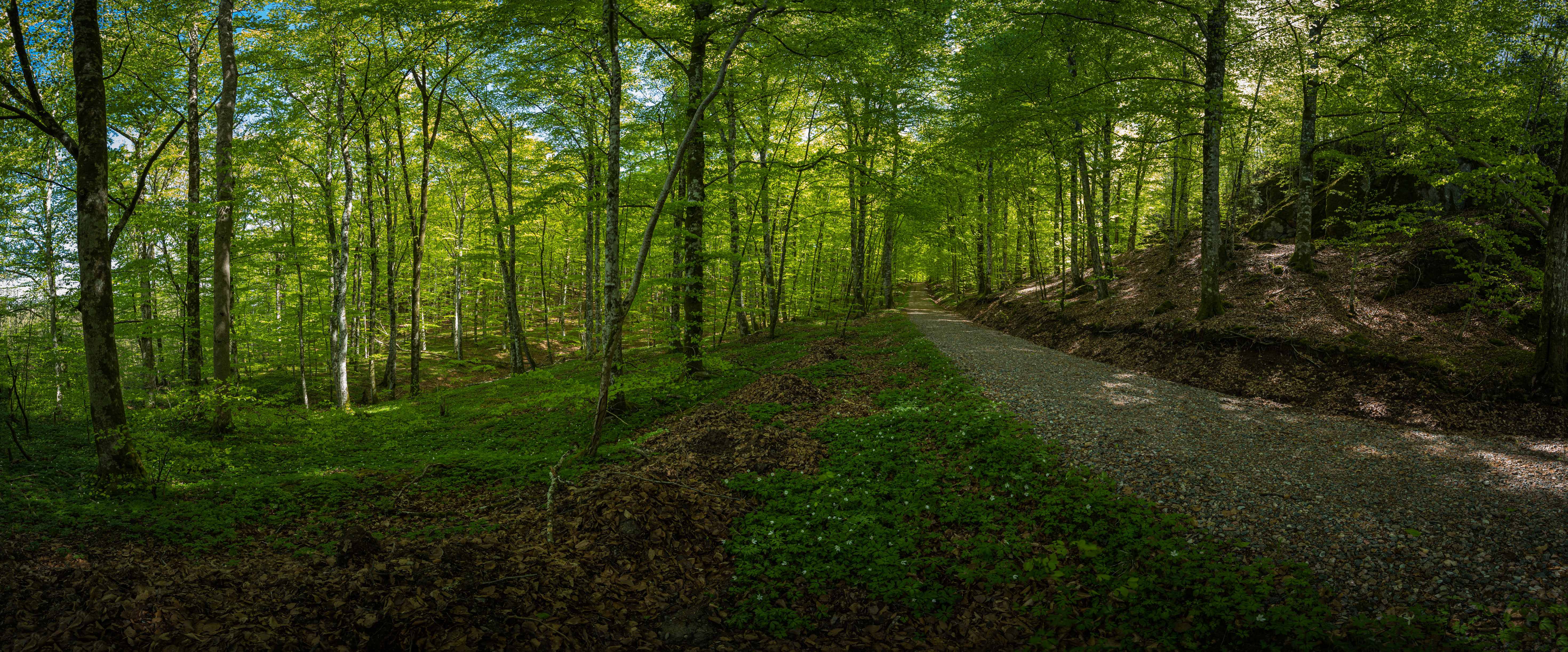
Gullmarsbergs bokskog i vårskrud

Gullmarsberg är ett naturreservat i Skredsviks socken i Uddevalla kommun i Västra Götalands län.
Detta naturreservatet ligger strax söder om Gullmarsbergs säteri, vid Gullmarsvik i den inre delen av Gullmarsfjorden. Reservatet består av ett 37 hektar stort lövskogsområde, huvudsakligen bokskog. Området är ett av Bohusläns största sammanhängande bestånd av bokskog. Det har varit avsatt som naturreservat sedan 1976 men ett beslut fattades år 2000.

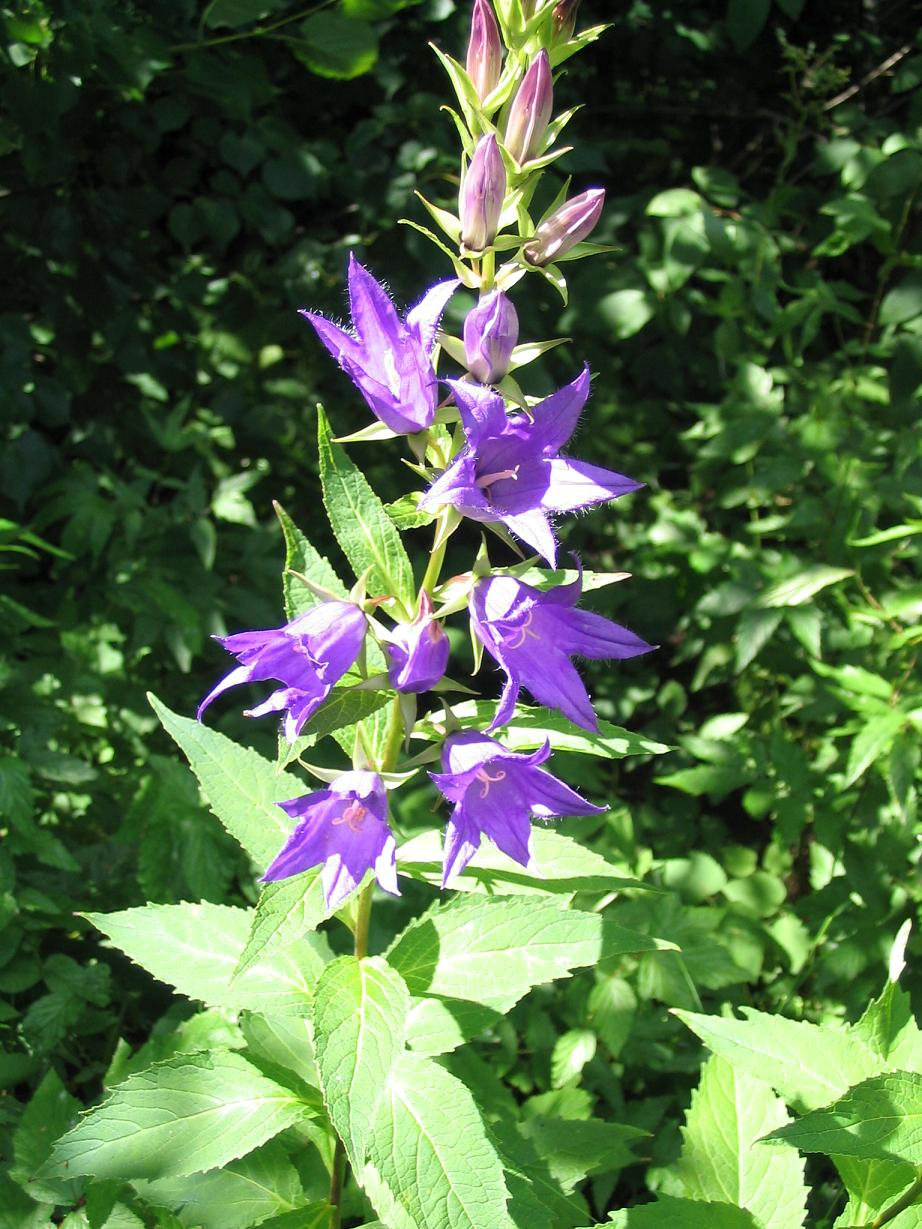
Hässleklocka

Skogen består inte bara av bok utan det finns även ek, hassel och björk. Till stor del utgörs reservatet av artrik ängsbokskog där fältskiktet domineras av vitsippa och svalört. Vid bäckraviner växer al och där trivs även gullpudra, bäckbräsma och hässleklocka.
Reservatet hyser ett stort antal hotade arter av såväl kärlväxter och svampar som lavar och mossor. Skogen har flera intressanta lavar varav flera är rödlistade såsom bokvårtlav, bokkantlav och grynig lundlav. Svampfloran är intressant med bl.a. bronssopp, gulnande spindling, bokvaxskivling och rutkremla.
Området har även ett rikt fågelliv varav spillkråka, skogsduva, mindre flugsnappare, mindre hackspett och stenknäck nämns. 
Området ingår i EU:s ekologiska nätverk av skyddade områden, Natura 2000. Det förvaltas av Västkuststiftelsen.